# Glockenhaus

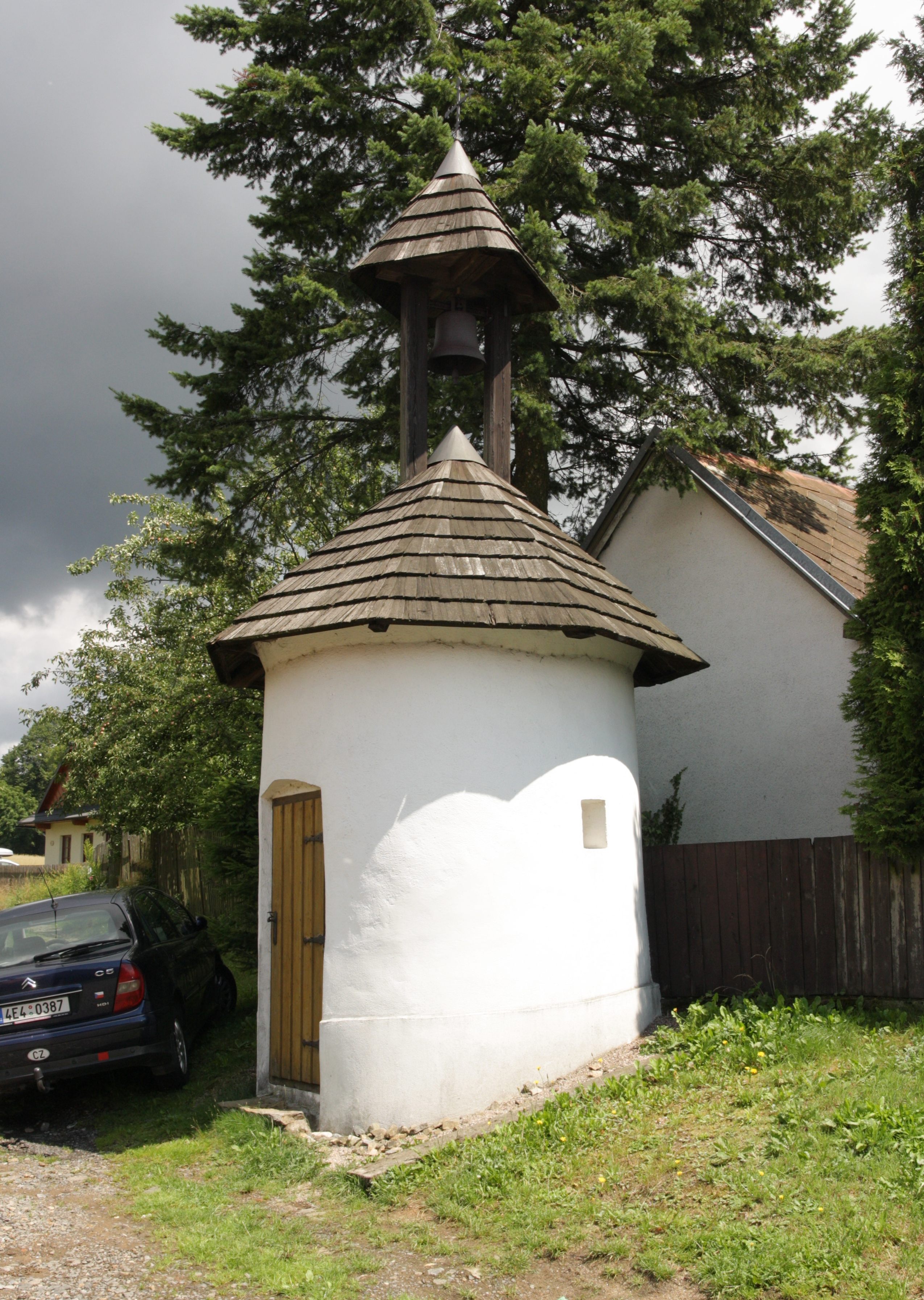
Rundes Glockenhäusl in Cikháj (Ziegenhain) in der Region Hochland

Ein Glockenhaus oder Glockenhäusl (tschech. Zvonička) ist ein separater, meist turmartiger Bau, der dazu dient, eine Glocke aufzuhängen, aber im Gegensatz zum Glockenturm (tschech. Zvonice) nicht mit einer Kirche verbunden ist oder neben einer Kirche steht. 
Glockenhäuser können auch in Form von kleinen Kapellen errichtet sein und befinden sich meist nur in Dörfern, in denen keine Kirche existiert. Ihr Verbreitungsgebiet beschränkt sich im Wesentlichen auf Tschechien, Österreich, Schlesien und Deutschland, wobei die meisten in Böhmen zu finden sind. Glockenhäusl stehen dort meist auf dem Dorfplatz (tschech. náves), viele von ihnen stehen unter Denkmalschutz.
Ausgangspunkt für das Errichten von kleinen Glockengestellen (Glockenstühlen) für die sogenannten Feuerglocken oder Alarmglocken war das Feuerpatent von Kaiserin Maria Theresia, das am 21. August 1751 für die österreichischen Länder erteilt wurde. Es enthielt insgesamt 30 Artikel, in denen u. a. das Pflanzen von Bäumen zwischen den Häusern, die Anlegung von Teichen und das Errichten einer Feuerglocke in jedem Dorf angeordnet wurde. Wegen der schleppenden Befolgung dieser Anordnungen wurde das Patent von Kaiser Joseph II. im Jahre 1787 nochmals erneuert.

## Bauformen

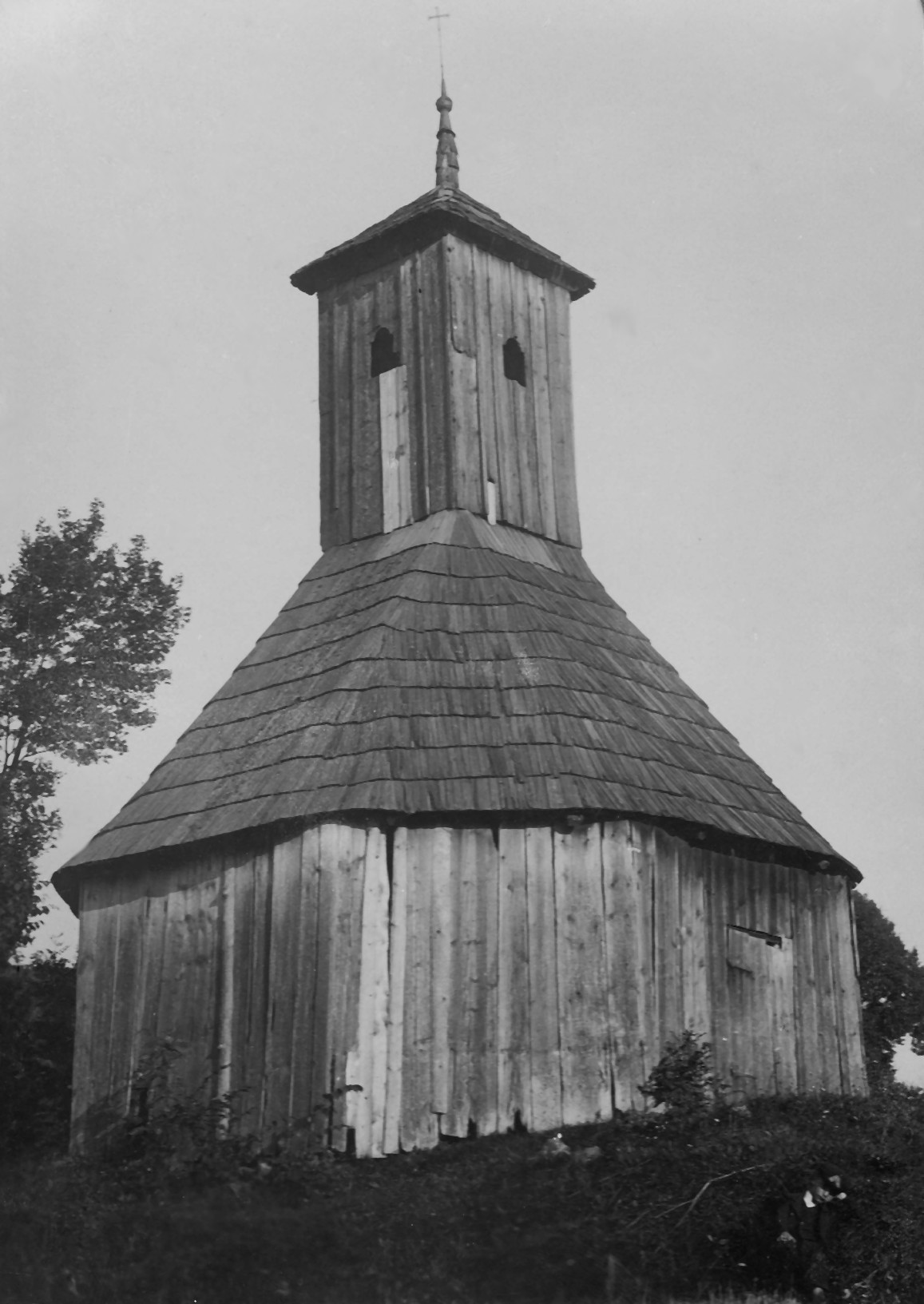
Glockenhäusl in Dlouhá Třebová (1906)

In der einfachsten Ausführung wurde die Glocke in einer Baumkrone oder in gegabelten Bäumen aufgehängt und war meist nicht einmal überdacht. 
Danach errichtete man hölzerne Gebäude, die um eine hölzerne Stütze, die als Glockengestell für die Aufhängung der Glocke im Freien diente, angeordnet waren. 
Der nächste Entwicklungsschritt beim Bau der Glockengestelle war die Errichtung von steinernen Gebäuden. Dadurch war die Glocke nicht mehr Wind und Wetter ausgesetzt. 
Die weitere architektonische Gestaltung führte zu repräsentativeren und langlebigen Bauten, die meist in Form kleiner Kapellen oder Andachtsstätten ausgeführt wurden. Dabei wurden die Glockenhäusl – wenn möglich – an erhöhten Punkten im Gelände errichtet. Auf Grund der zusätzlichen religiösen Funktion der Glockenhäusl gibt es genaue Läuteordnungen, so wird z. B. stets mittags um 12 Uhr das Mittagsläuten durchgeführt, aber auch bei Todesfällen geläutet.

Einfachste Bauformen
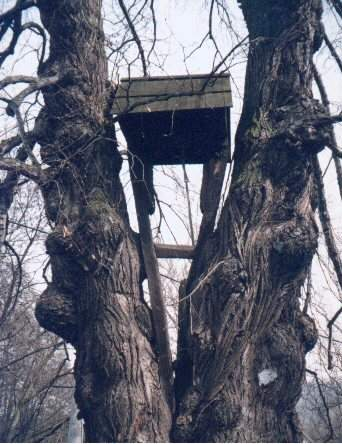
Glockenhaus auf einem Baum in Božtěšice (Ústí nad Labem)
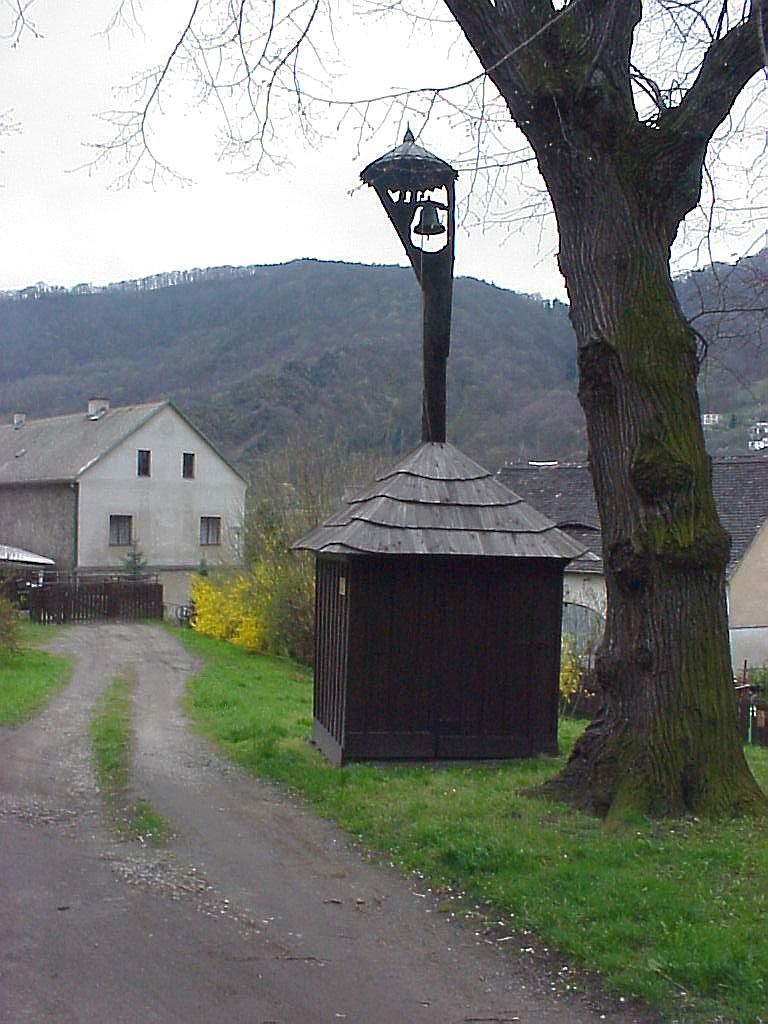
Glockenhaus in Střekov

## Beispiele für Glockenhäuser
- Hölzernes Glockenhäusl in Dlouhá Třebová (Langentriebe), Okres Ústí nad Orlicí, genutzt von 1753 bis 1906, geläutet wurde dreimal am Tag sowie bei Tod und Beerdigung, bei freudigen Ereignissen, bei religiösen Festen und bei Gefahren, wie Feuer, Sturm oder Hagel
- Glockenhäusl in Klutschkau, Kutterschin und Litschkau im Okres Louny in Nordböhmen
- Glockenturm in Josefsthal bei Litschau in Niederösterreich
- Glockenhaus in Elsenau, OT von Schäffern in der Steiermark
- Glockenturm, auch „Glöckelturm“ in Konatsried bei Oberviechtach in Niederbayern[2][3]
- Glockenhaus in Garsitz (Thüringen)[4]
- Glockenstuhl in Ziegelroda (Sachsen-Anhalt)[5]
- Glockenhaus Wolferschwenda im Kyffhäuserkreis
- Glockenhaus Wallmenroth im Westerwald[6]
- Glockenhaus in Jakobswalde (Kotlarnia) in der Woiwodschaft Oppeln (1815)
- Glockenhaus in Bierkowice in der Woiwodschaft Oppeln
- Glockenhaus in Sól im Powiat Żywiecki (Saybusch) in Schlesien (1837)
- Glockenhaus in Kúty, Bobrovec und Obeckov in der Slowakei

### Hölzerne Glockenhäusl

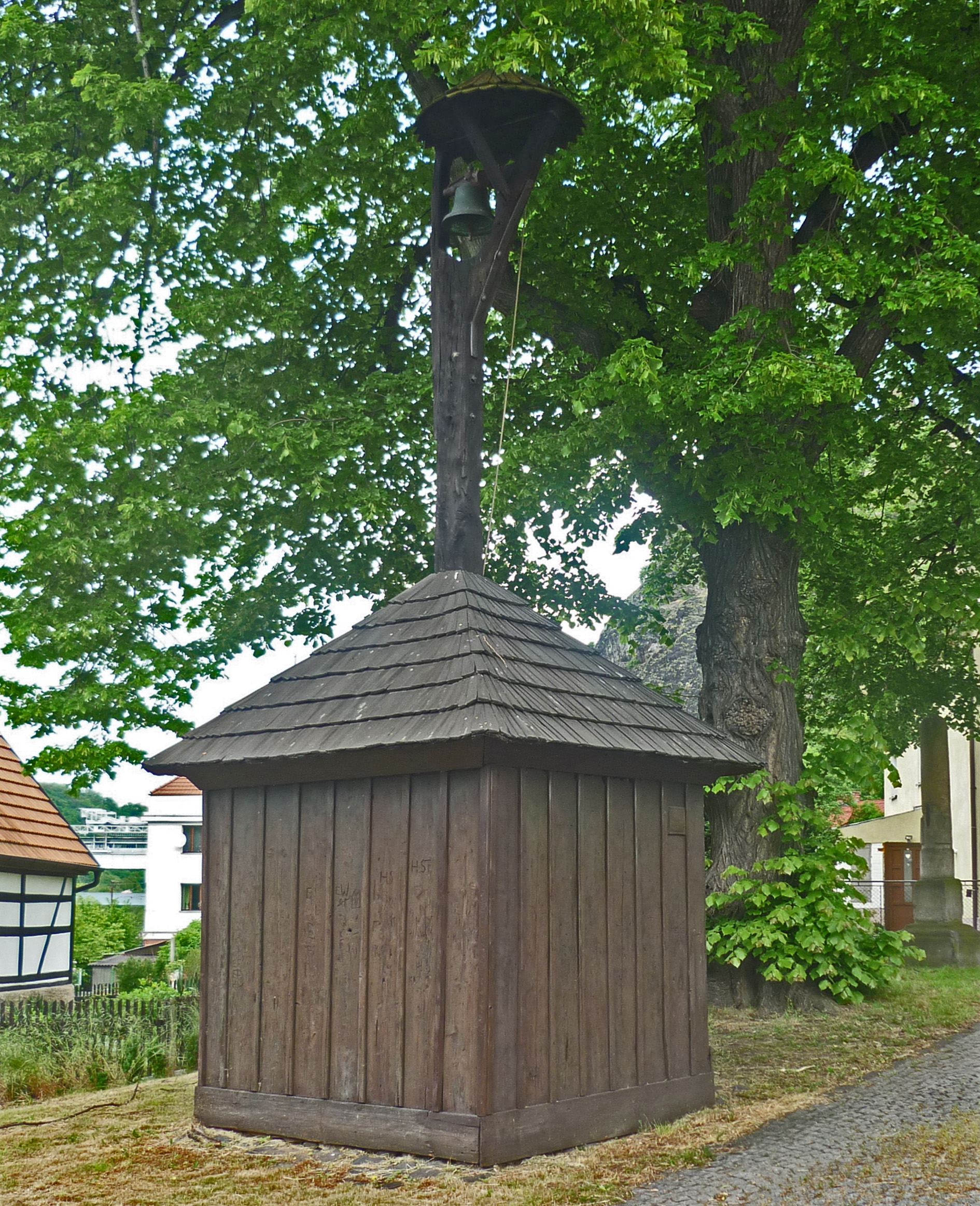
Hölzernes Glockenhäusl am Malerwinkel unterhalb des Schreckenstein
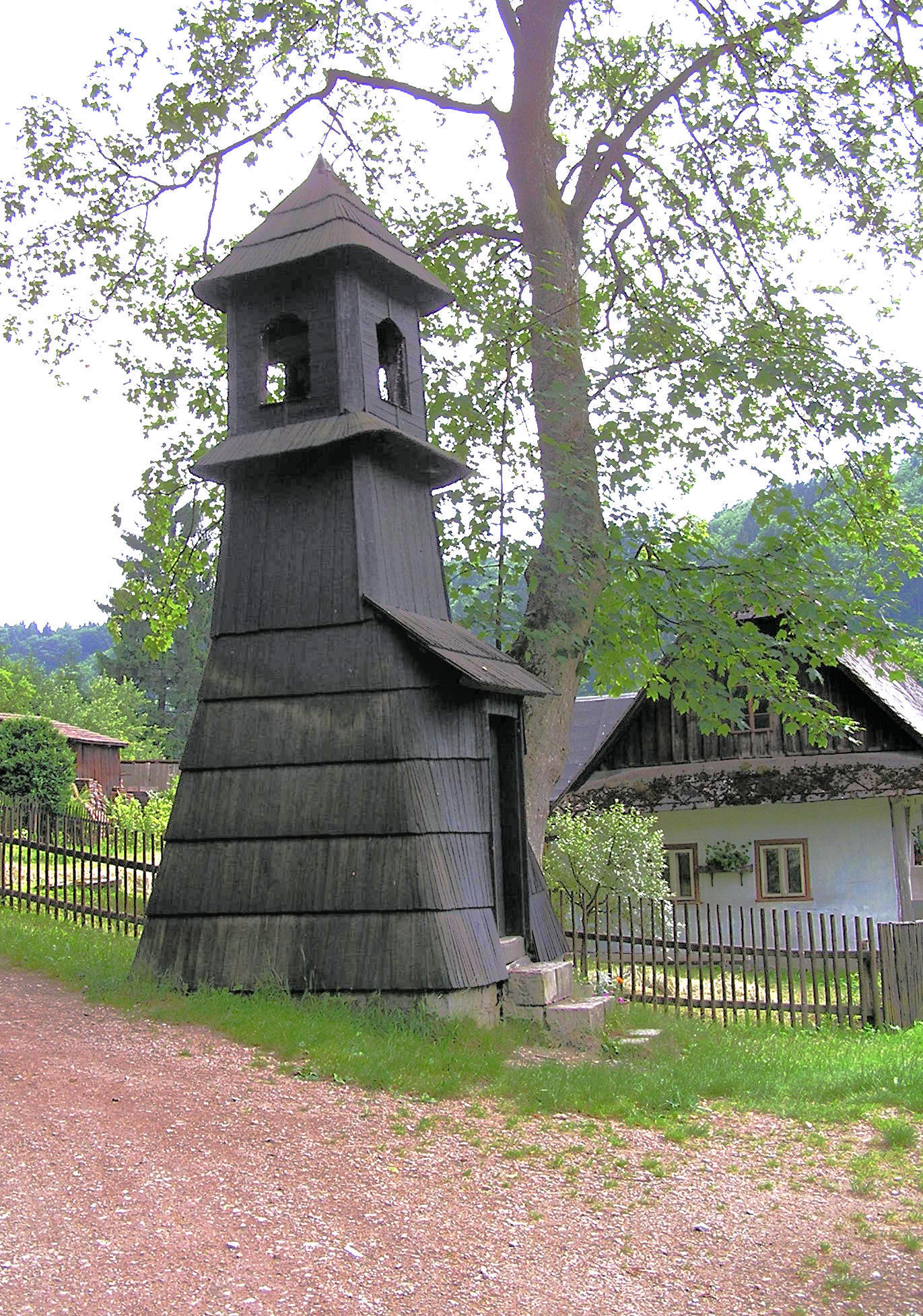
Hölzernes Glockenhäusl in Litice nad Orlicí (Litititz an der Adler)
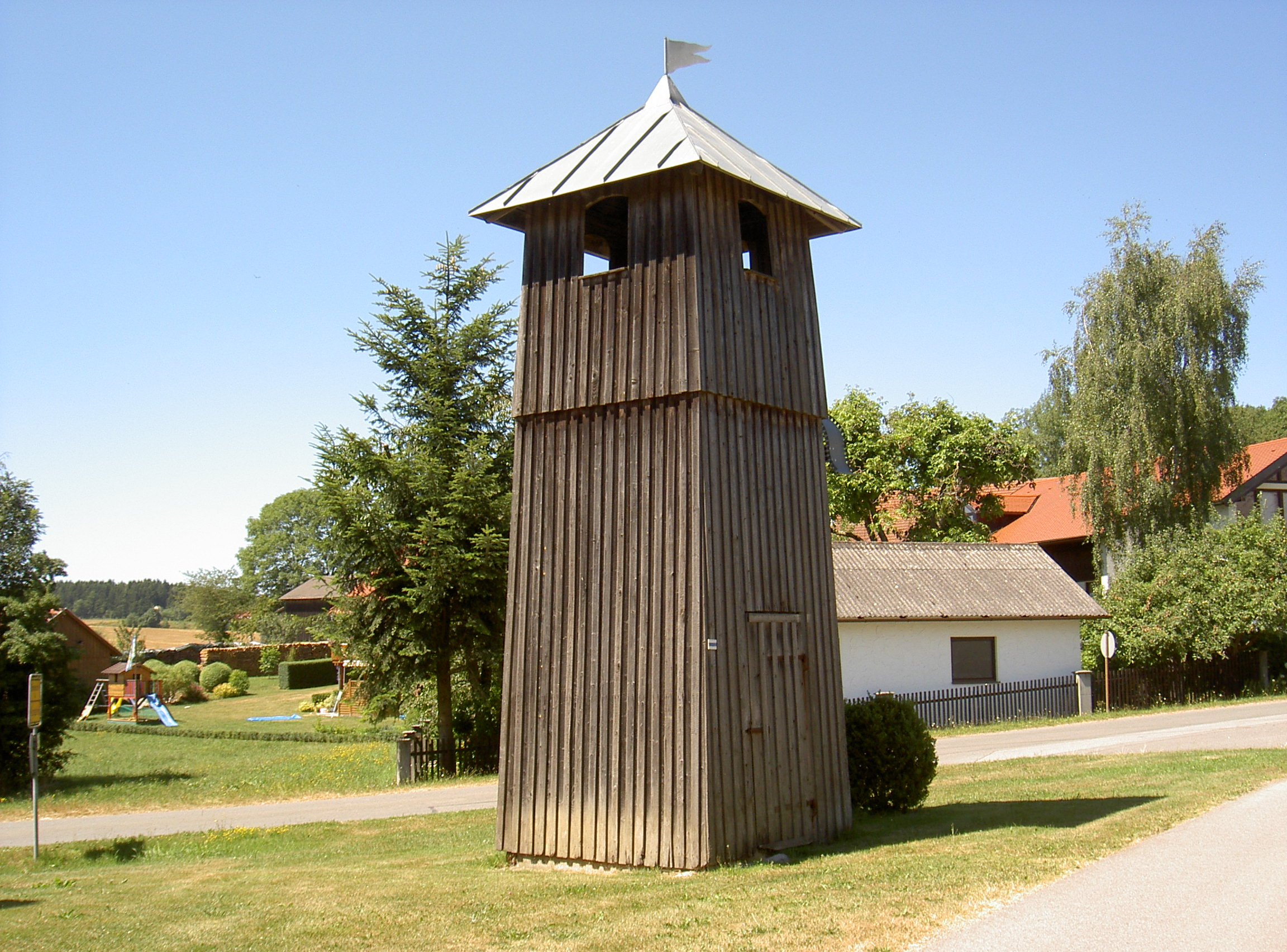
Hölzerner Glockenturm in Konatsried  in der Oberpfalz
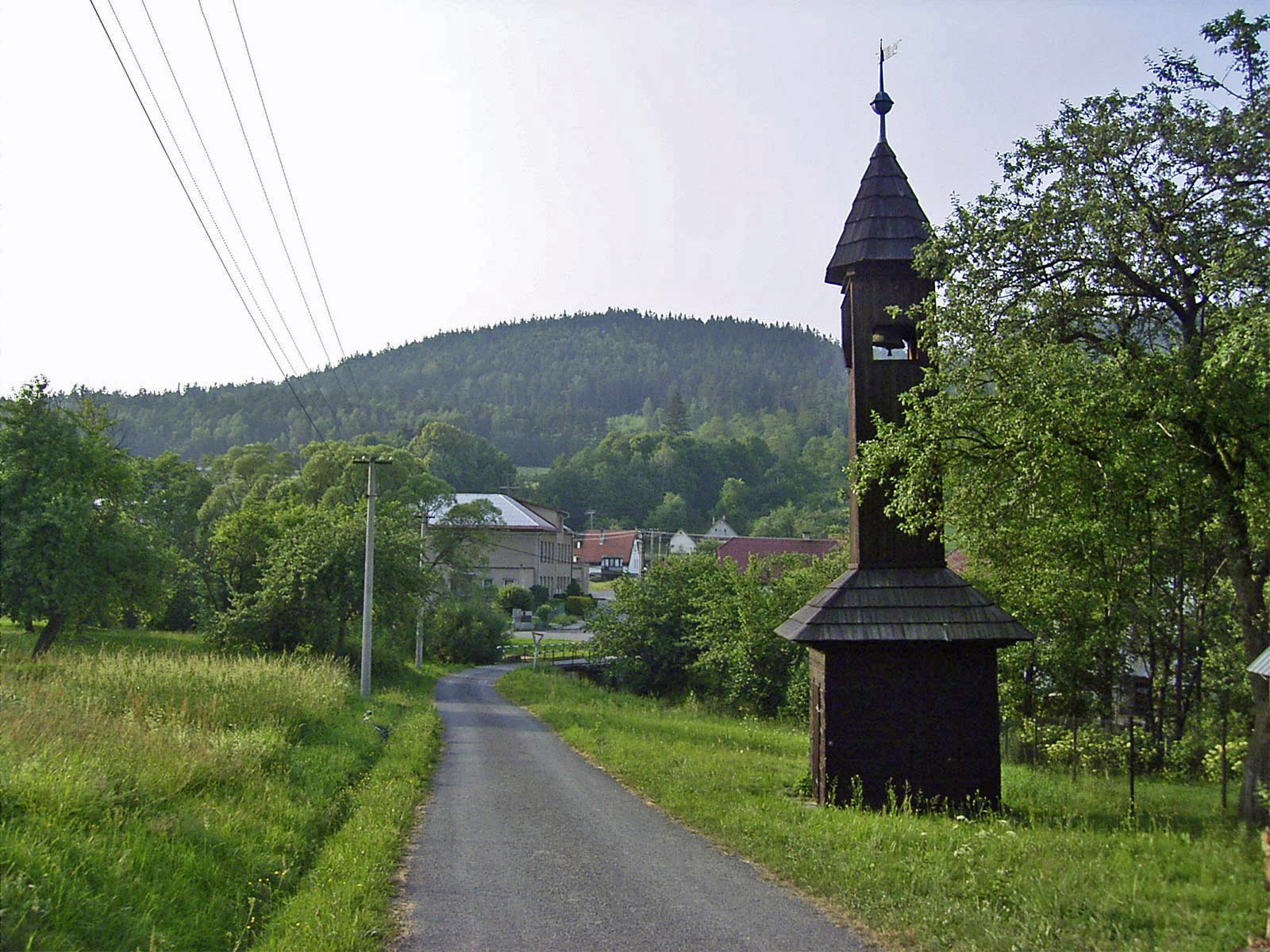
Hölzerner Glockenturm in Mikulůvka in der Mährischen Walachei
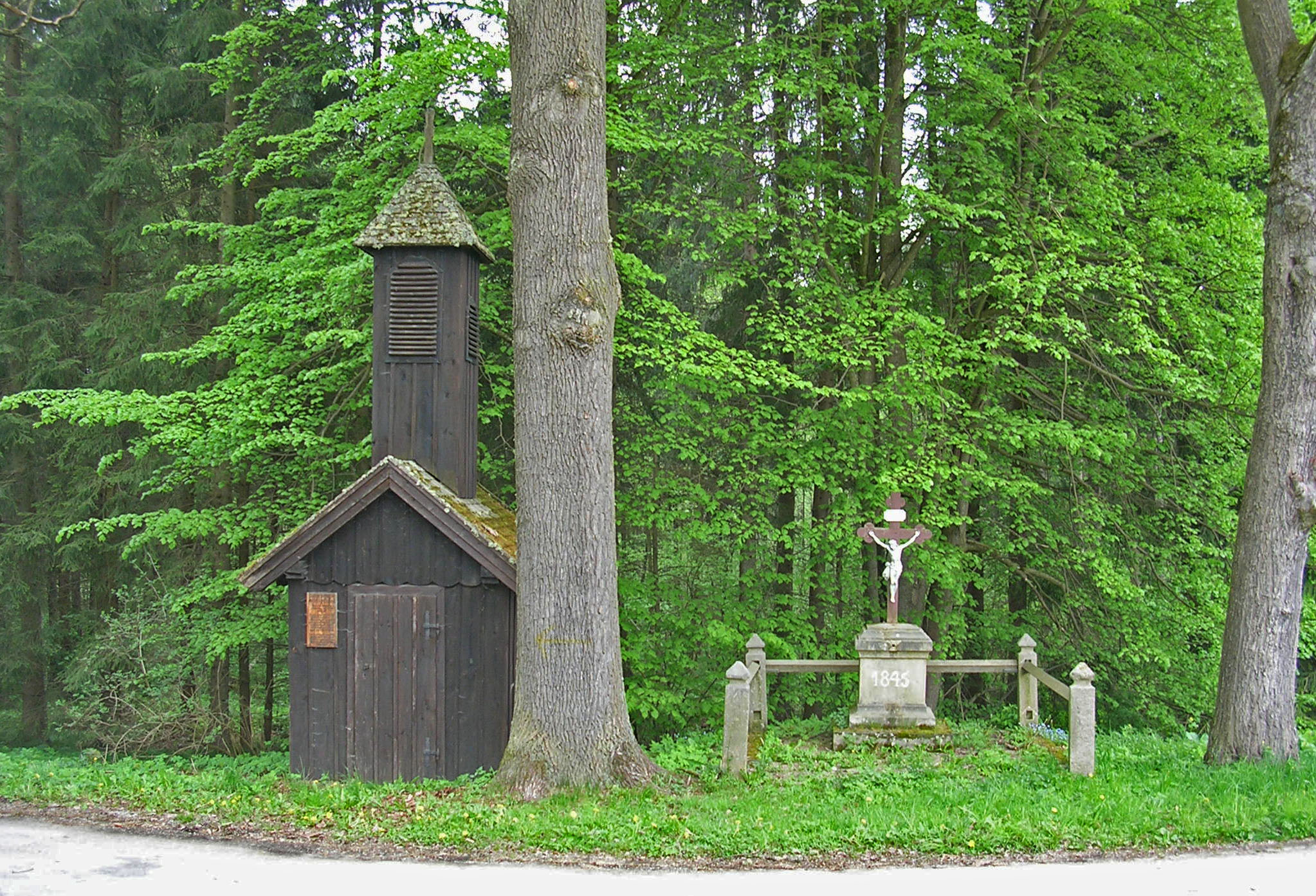
Hölzerner Glockenturm in Josefsthal, OT von Litschau in Niederösterreich
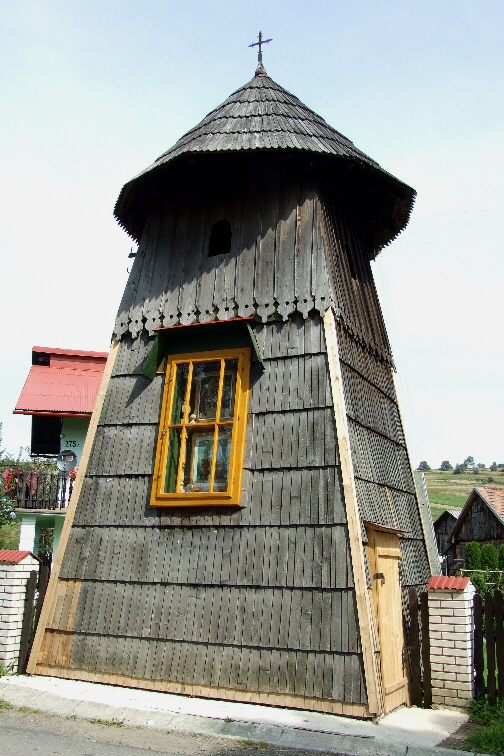
Glockenhaus in Sól in Schlesien (1837)

### Steinerne Glockenhäusl

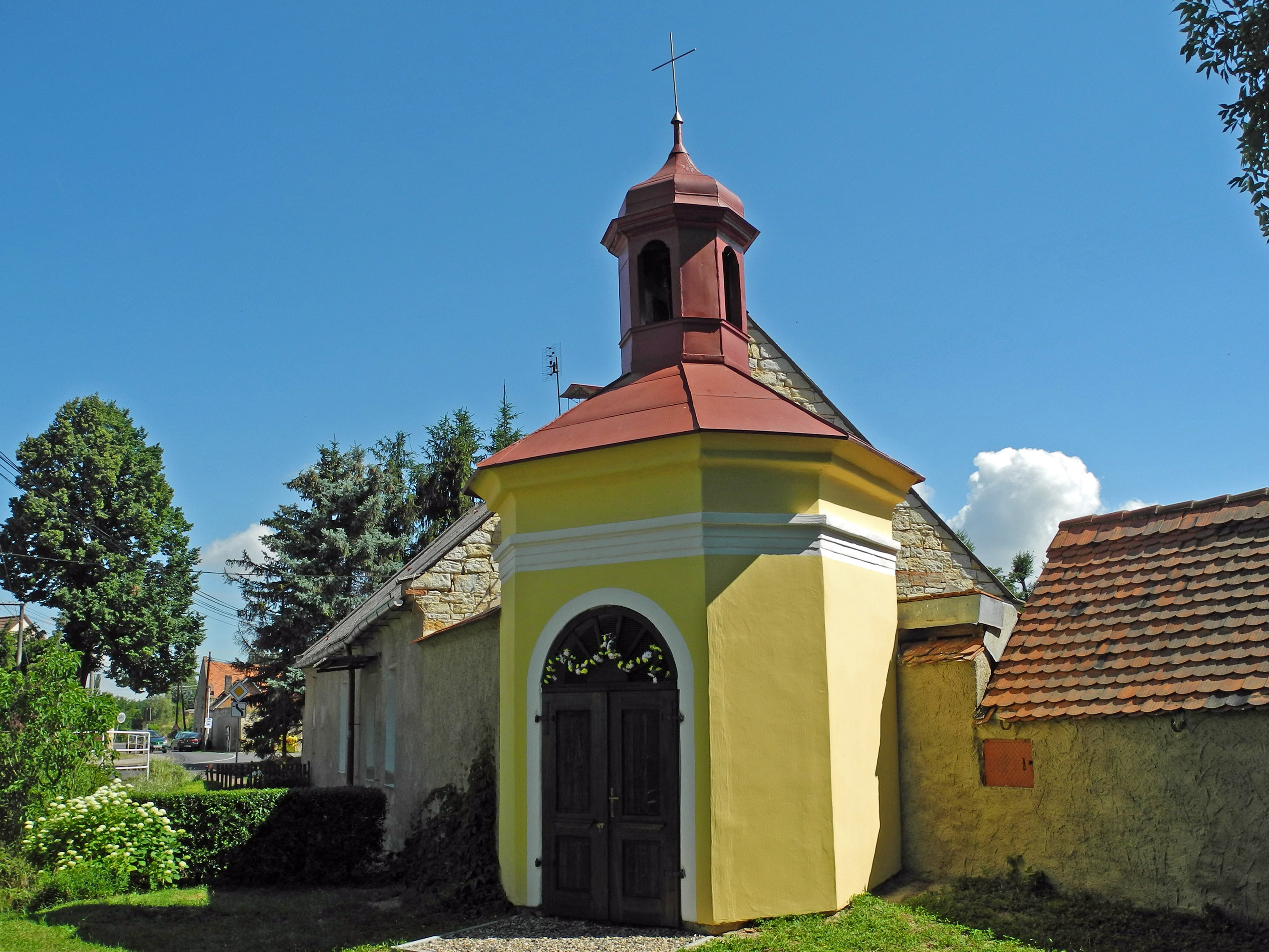
Glockenhäusl in Klutschkau (Kluček) bei Liebeschitz (Liběšice u Žatce), jetzt Norbertkapelle
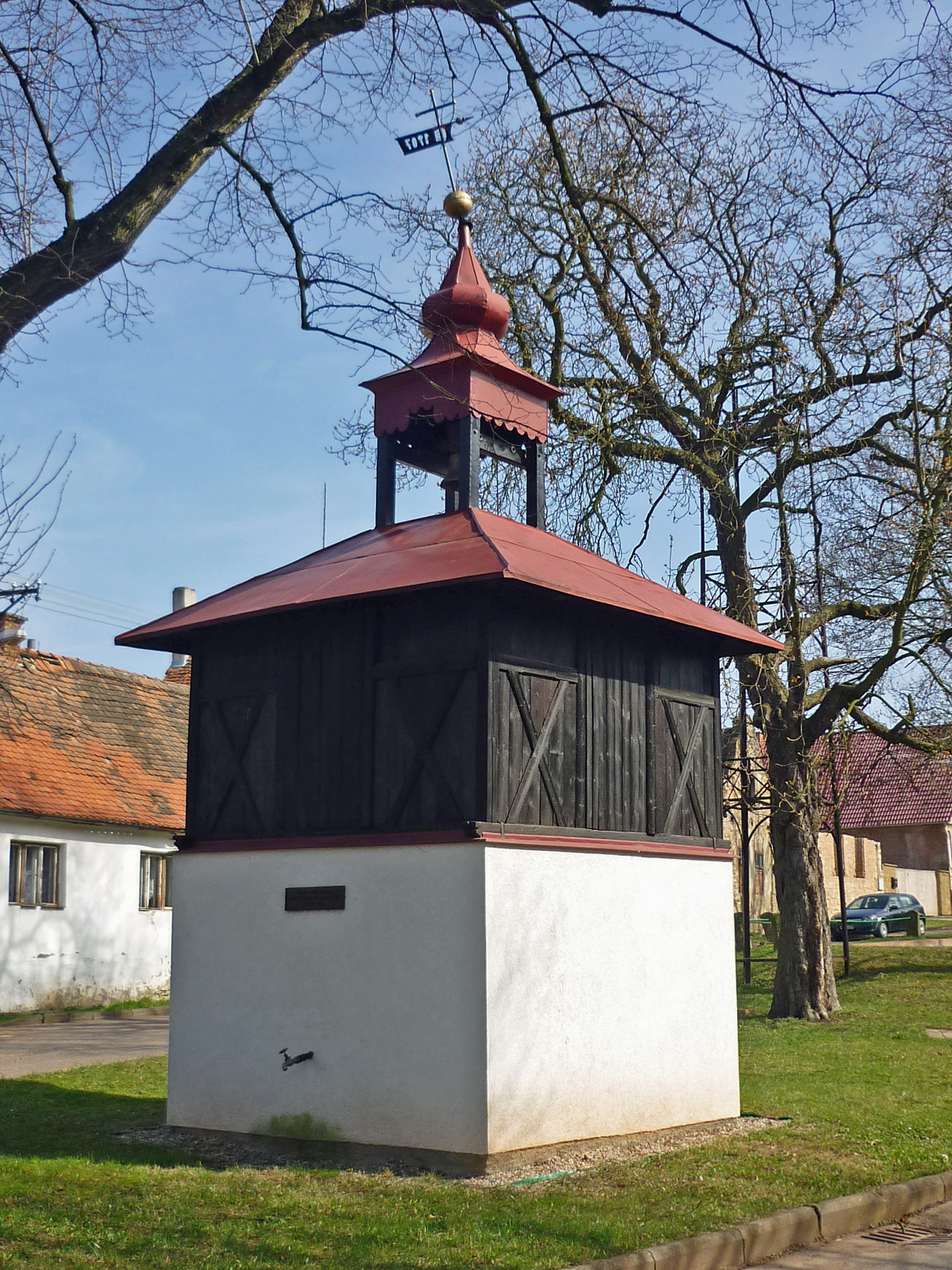
Glockenhäusl in Litschkau (Ličkov) bei Liebeschitz
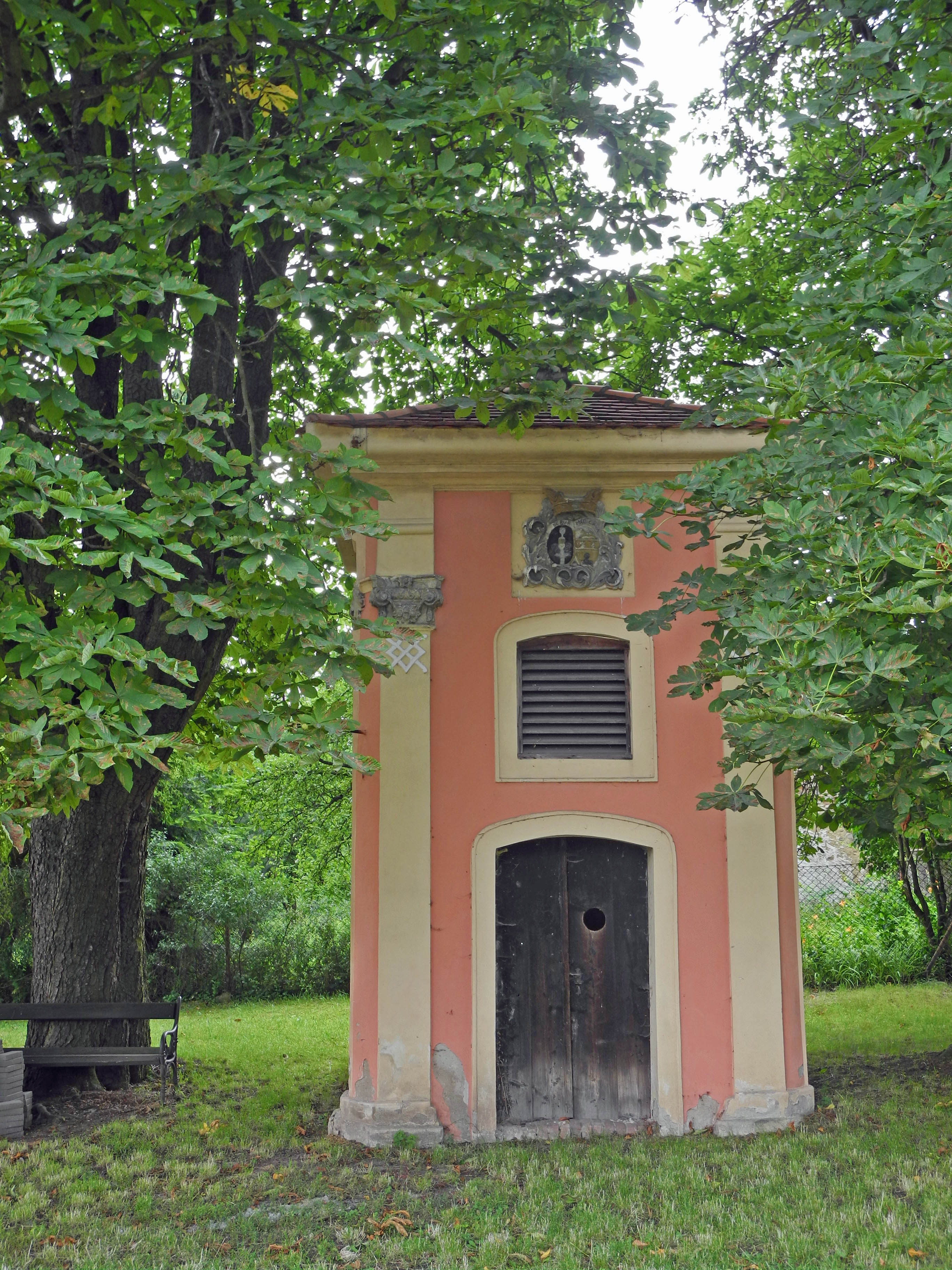
Glockenhäusl in Kutterschin (Chudeřín) bei Žatec (Saaz)
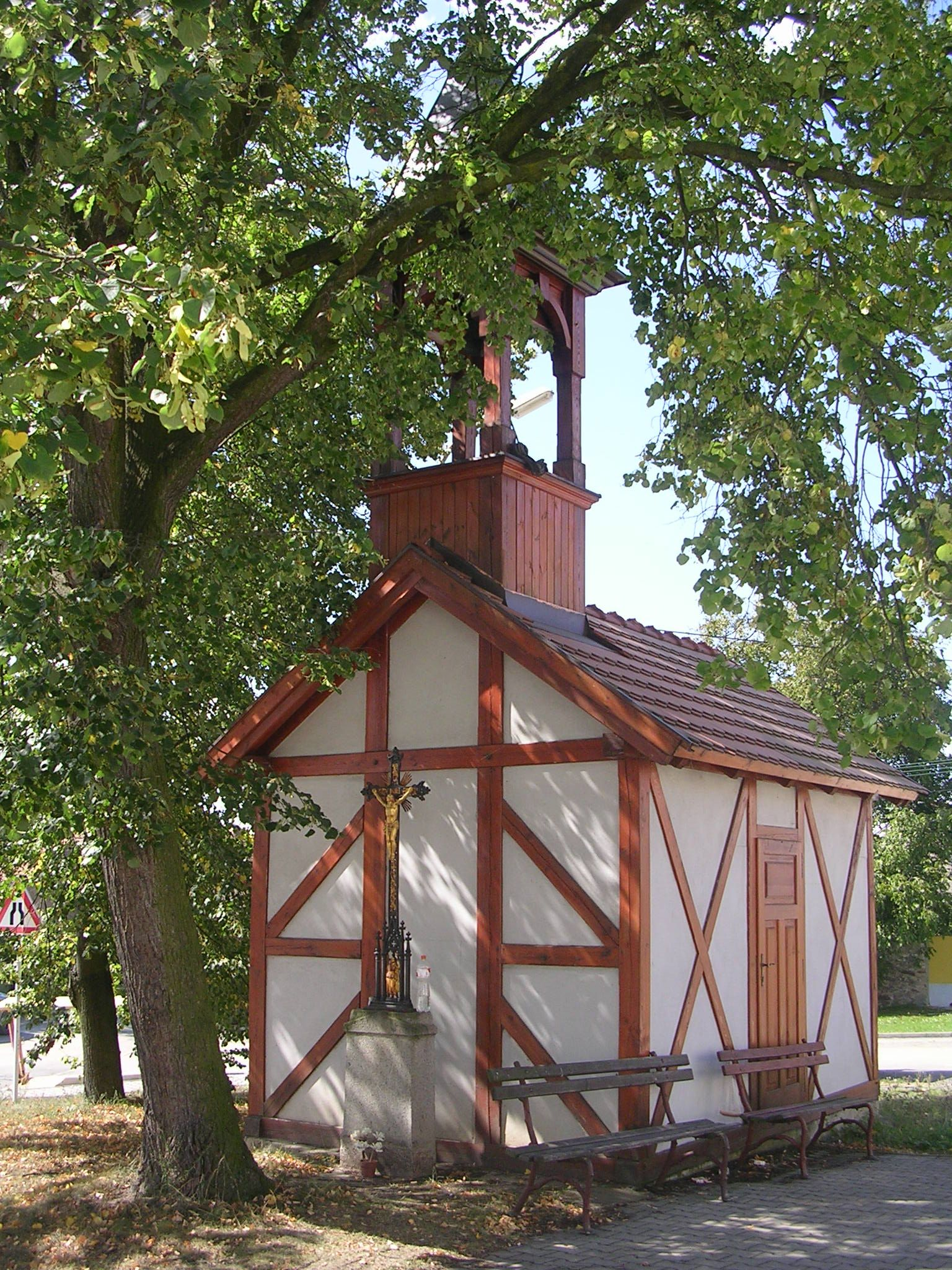
Fachwerk-Glockenhäusl in Kublov, Okres Beroun
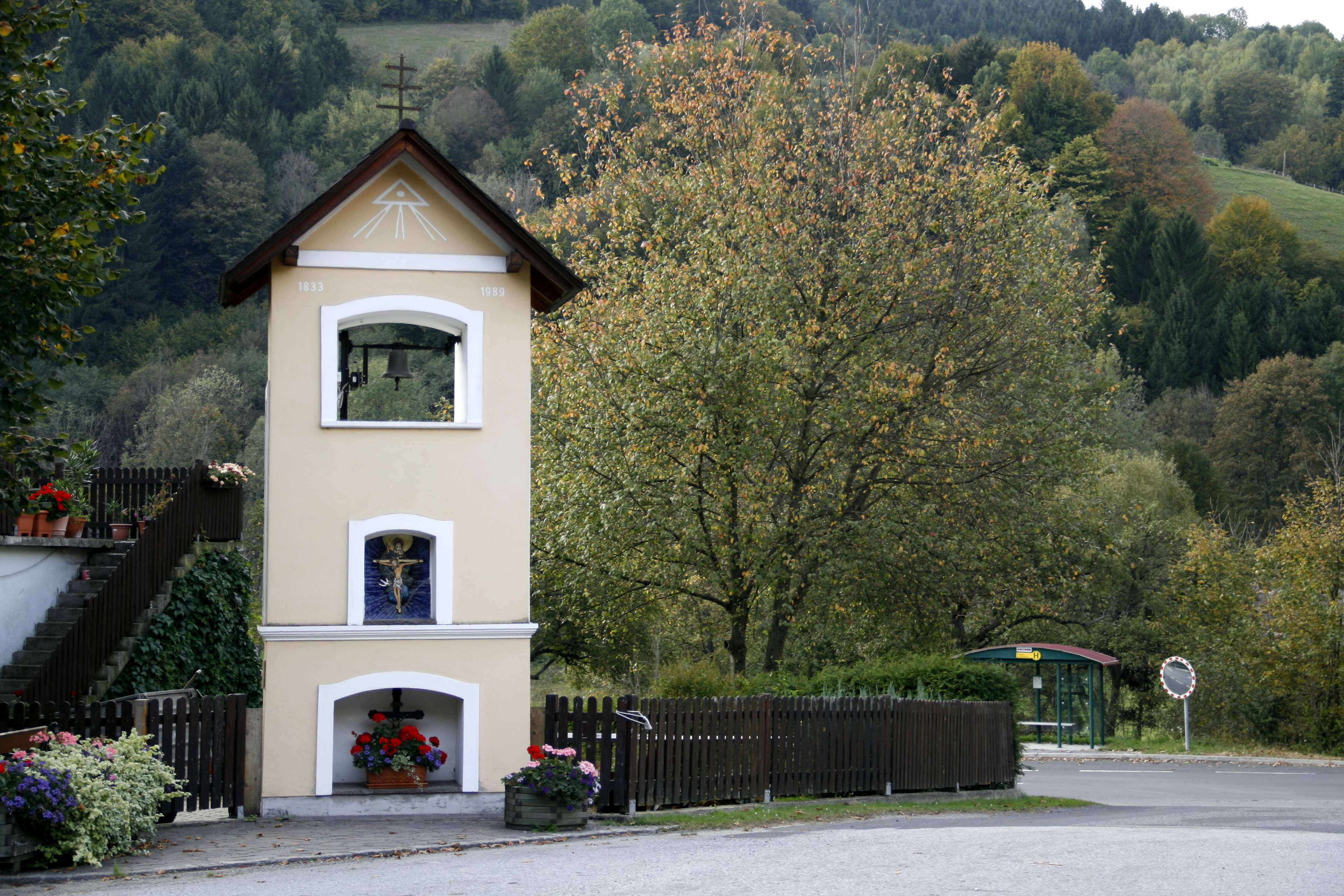
Glockenhäusl in Elsenau (Steiermark)
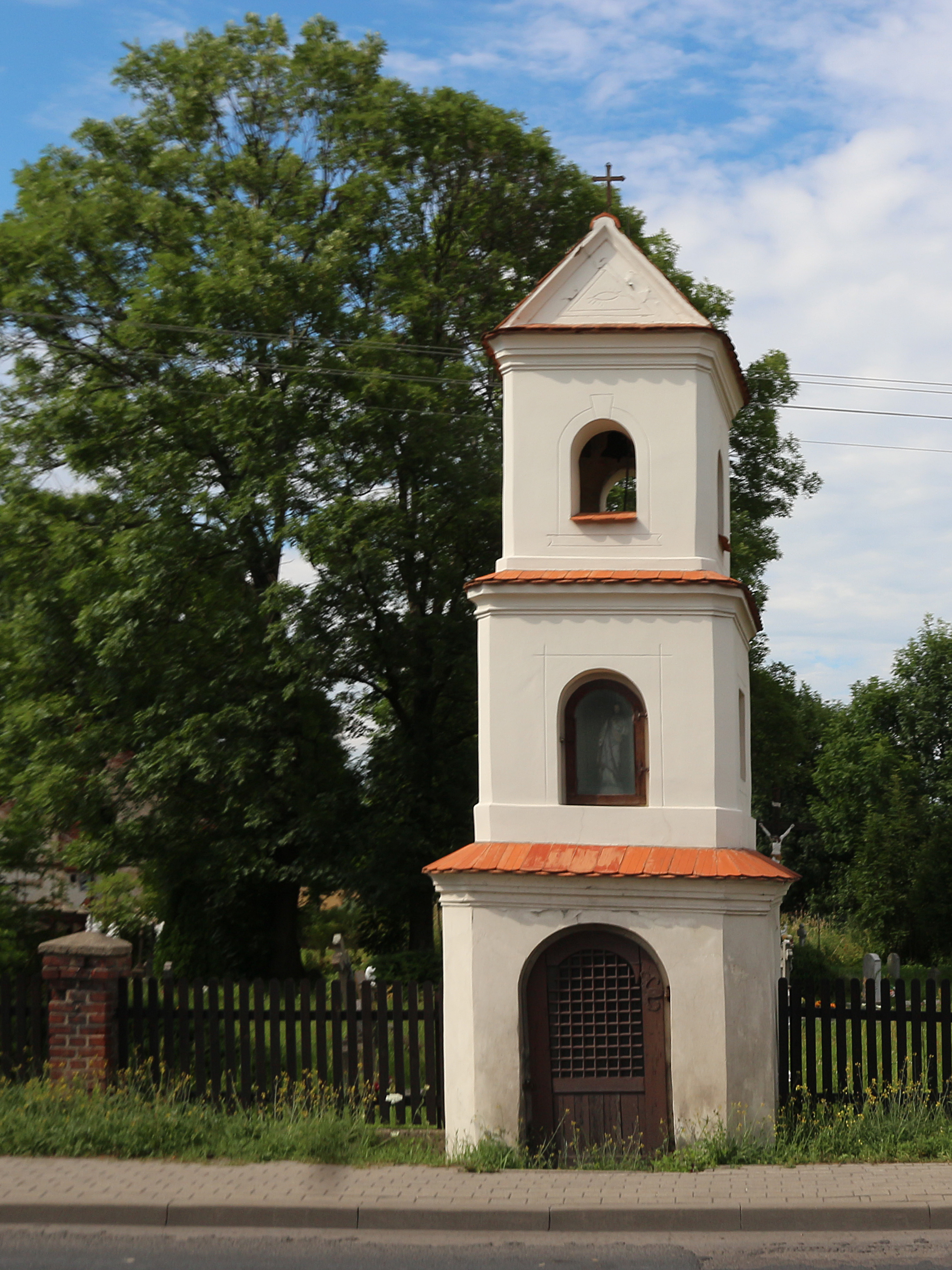
Glockenkapelle in Bierkowice in der Woiwodschaft Oppeln

### Kombiniertes Schulhaus und Glockenhaus
Es existieren auch Bauten, wo das Glockenhaus mit dem Schulhaus kombiniert ist. Oft ist dabei die Glocke in einem Dachreiter untergebracht:
- Schul- und Glockenhaus in Horní Podluží (Obergrund) in Nordböhmen,
- Schul- und Glockenhaus in Hattgenstein in Rheinland-Pfalz,[7]
- Glockenhaus in Spardorf in Mittelfranken,[8]
- „Schulstubn-Glockenhäusl“ in Kasten, OT von St. Peter am Wimberg bei Haslach an der Mühl in Oberösterreich.[9]

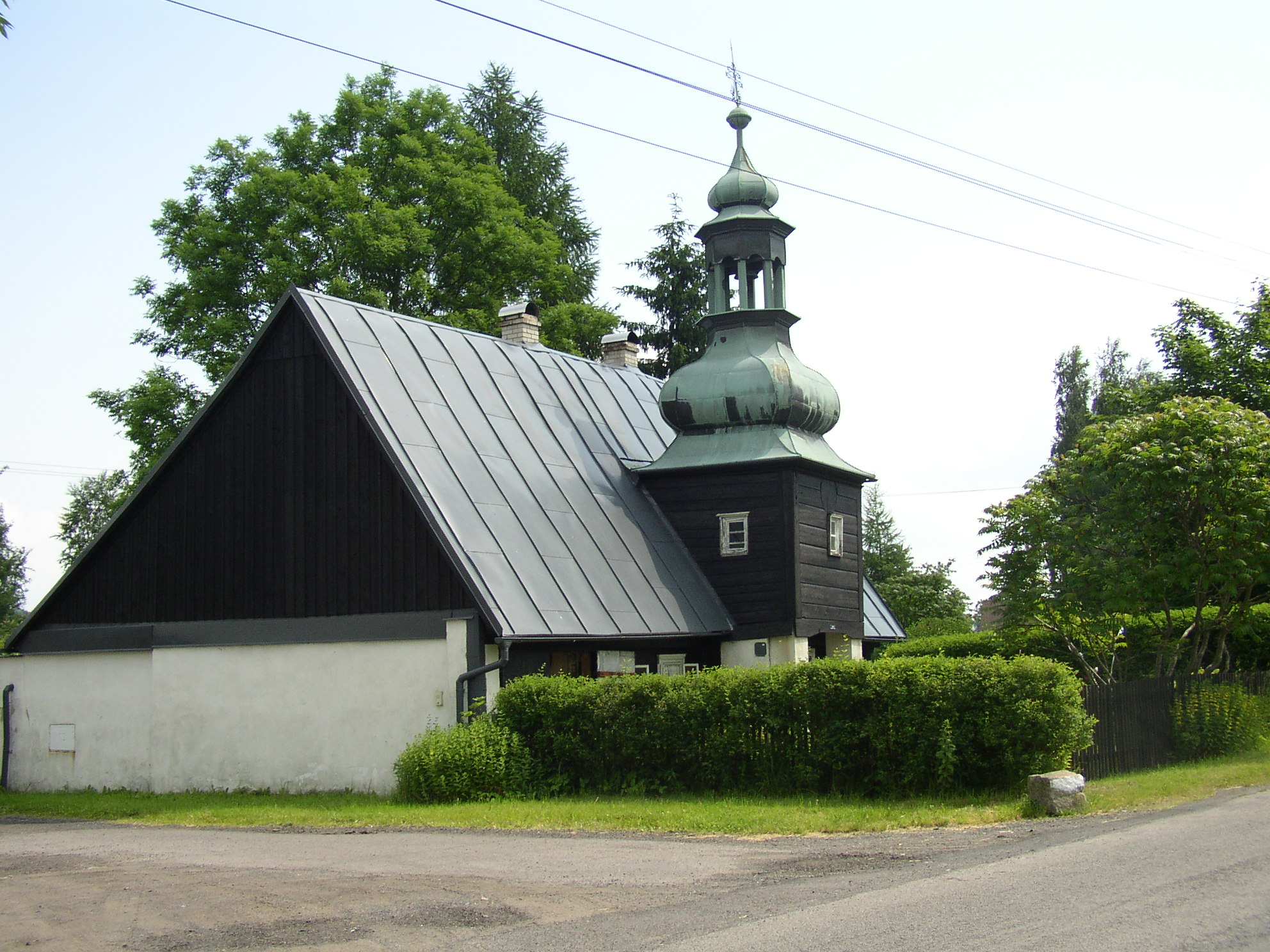
Schul- und Glockenhäusl in Obergrund (Horní Podluží)
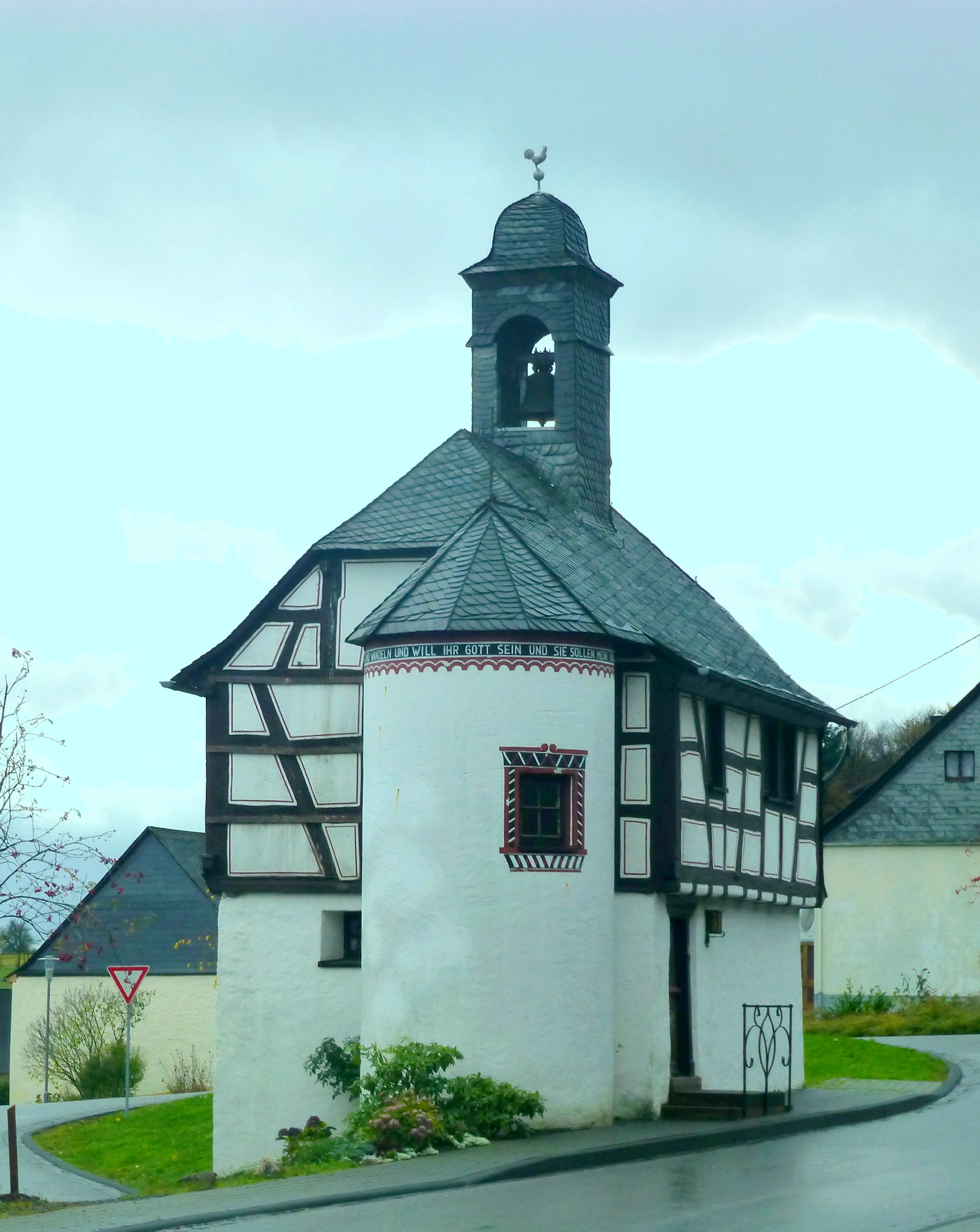
Schul- und Glockenhaus in Hattgenstein
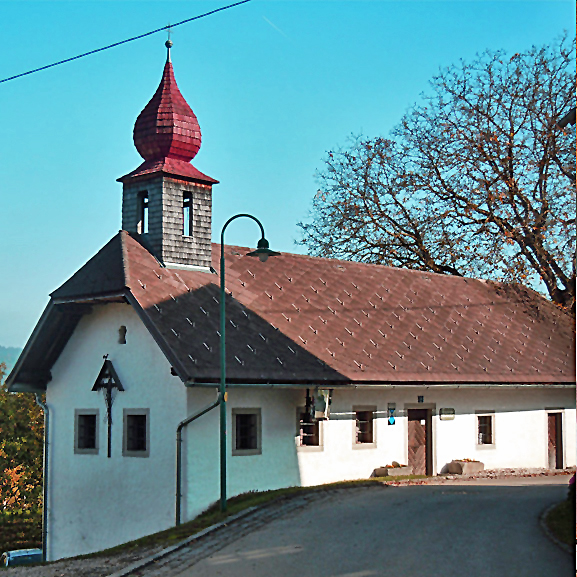
Schulstubn und Glockenhäusl in Kasten